# Brachythecium trachypodium
Brachythecium trachypodium là một loài Rêu trong họ Brachytheciaceae. Loài này được (Funck ex Brid.) Schimp. mô tả khoa học đầu tiên năm 1853.